# Sophie en inspecteur Ceris
Sophie en inspecteur Ceris is het veertiende album in de Sophie-reeks. Het album is in drie delen verschenen in Robbedoes. Het eerste deel verscheen in de nummers 2057 en 2058 (1977), het tweede deel in de nummers 2090 tot 2093 (1978) en het derde deel in de nummers 2105 en 2106 (1978).  Het album werd door Dupuis uitgegeven in 1979.
Scènes uit dit verhaal verschijnen op de cover van Robbedoes nummer 2057 en 2090. In het eerste geval bestuurt de inspecteur Zoef en in het tweede bestuurt de inspecteur het ei van Karapolie.

## Personages
- Inspecteur Ceris
- Sophie
- Mijnheer Karapolie
- Zoef
- Pieters

## Uitvindingen van Karapolie
- het ei
- de bel der stilte
- radiografisch bestuurbare monsters

## Verhaal
In dit verhaal speelt Sophie slechts een bijrol. Het verhaal centreert zich eigenlijk volledig op het personage Inspecteur Ceris Oost. Ondanks de titel en de tekening op de cover waarbij Sophie en de inspecteur elkaar de hand schudden, vindt er geen enkele ontmoeting tussen de inspecteur en Sophie plaats in het hele album. Het album bestaat uit 4 delen.

### Eerste deel
Inspecteur Ceris is met zijn wagen op de vlucht voor een stel boeven. Het zijn Harry Laaielichter en Pepe Platzak die 's ochtends uit de gevangenis zijn ontsnapt. Omdat de inspecteur hen al meerde keren in de bak heeft gedraaid, zijn ze eropuit om hem koud te maken. Ceris draait een beetje te wild de bocht om en gaat over de kop landend op zijn dak. Hij heeft de naam om veel geluk te hebben en komt relatief ongeschonden uit de kapotte auto. Hij gaat te voet verder. Wat hij niet weet is dat hij dicht bij het huis van Sophie en haar vader is. Als hij een oude wagen geparkeerd ziet staan op de oprit met het sleutel nog op het contact besluit hij ermee te vluchten. Deze auto is Zoef, een wagen met een elektronisch brein en eigendom van Pieters. Pieters en Starter zijn immers op bezoek bij de Karapolies waar ze ook blijven overnachten. Al gauw merkt Ceris dat Zoef geen gewone wagen is, want deze doet niet steeds wat hij vraagt. Toch blijken de trucjes van Zoef wel heel efficiënt om de boeven voor schut te zetten. Hij blaast een enorme roetwolk naar de wagen van de boeven die hierdoor tegen een boom crashen. De boeven kapen echter een taxi en zetten de achtervolging verder. Zoef is echter heel slim en leidt de boeven pal naar het politiekantoor waar hij hen tegen de muur laat botsen. De boeven worden door de politie ingerekend. De commissaris vraagt aan Ceris hoe hij dat voor elkaar heeft gekregen. Als Ceris hem verteld dat het door een auto kwam die uit zichzelf kan rijden, wil de commissaris die wonderlijke wagen wel even zien. Zoef is echter al verdwenen. De commissaris denkt dat Ceris een grapje maakte. Zoef is inmiddels alweer terug op zijn vertrouwde plekje bij de Karapolies. De bewoners hebben niets gemerkt van zijn nachtelijk uitstapje.

### Tweede deel
Inspecteur Ceris heeft een vrije ochtend. Hij maakt hier gebruik van om de plaats terug te zoeken waar hij die wonderlijke wagen die avond had gevonden. Als hij op het landgoed van de Karapolies is, belt hij aan. Er blijkt niemand thuis te zijn. Hij gaat kijken in de garage die niet op slot blijkt te zijn. Daar vindt hij een eivormig voertuig zonder wielen. Hij vraagt zich af hoe dat ding zonder wielen kan rijden. Natuurlijk is dit het ei van Karapolie. Hij stapt in het ei en probeert het in werking te zetten. Hij probeert enkel knopjes. Plots schiet het ei weg, de garage uit. Ceris probeert het ei te doen stoppen, maar dat lukt niet. Hij rijdt er ongewild mee richting stad. Hij veroorzaakt hierdoor heel wat paniek en schade. Hij vraagt zich af hoe hij er zelf echter steeds zonder kleerscheuren vanaf komt en het ei niet beschadigd lijkt te raken. Hij weet uiteraard niets af van het beschermende luchtschild van het ei. Na op verschillende locaties chaos te hebben veroorzaakt (zonder gelukkig al te nare gevolgen voor de slachtoffers), komt Ceris weer aan bij het het huis van de Karapolies. Onder de locaties waar hij paniek zaaide, is ook waaronder ook het militaire oefenterrein waarbij het leger het ei al in het eerste album zonder resultaat onder vuur hadden genomen. Ook deze keer is de uitslag nadelig voor de militairen en vooral hun overste. Ceris slaagt erin het landingsgestel van het ei uit te klappen, maar van een zachte landing is geen sprake. Het ei rolt en stuitert over de grond en komt tot stilstand op de oprit. Ceris maakt zich uit de voeten. Als Sophie en haar vader bij thuiskomst het ei flink beschadigd vinden, denken ze meteen dat er iemand het ei had proberen te stelen. Sophies vader zegt dat het niet zo erg is en het ei wel kan maken. Als Ceris terug op kantoor komt, krijgt hij meteen een routineklusje van zijn baas. Hij moet namelijk bij de familie Karapolie een klacht onderzoeken wegens diefstal...

### Derde deel
Sophie krijgt een telefoontje van de commissaris van de politie. Sophies vader is heel druk bezig aan een opdracht die hij nog af wil werken. Hij maakt hierbij zoveel lawaai dat Sophie helemaal de ladder op moet klimmen van het platform waarop haar vader staat te lassen en hem op de schouder te tikken. Haar vader had bovendien ook nog oordoppen in zijn oren gestopt. Sophie vertelt haar vader dat de commissaris had gebeld en een inspecteur zou langskomen voor de poging tot diefstal van het ei. Ze wijst haar vader er ook op dat hij zich dat lawaai en de oordoppen had kunnen besparen als hij de bel der stilte had ingeschakeld. Inspecteur Ceris is inmiddels te voet op weg naar huize Karapolie. Hij spreekt tegen zichzelf hoe hij de Karapolies zal aanspreken. Hij is natuurlijk zelf de schuldige van de poging tot diefstal al vloeide dat eigenlijk voort uit zijn nieuwsgierigheid. Hij besluit om alles maar braafjes op te biechten. Hij begint te fluiten, maar dan plots lukt dat niet meer. Hij wil praten, maar er komt geen geluid uit zijn mond. Hij wil met hangende pootjes weer naar het kantoor gaan. Als een man die in zijn tuin aan het werken is hem vraagt wat er aan de hand is, zegt Ceris dat hij geen stem meer heeft. Als Ceris merkt dat hij zijn stem weer lijkt hervonden te hebben, gaat hij weer richting huize Sophie. Maar deze keer valt het geluid weer weg. Ceris denkt nu dat hij doof is geworden. Hij wil weer terug naar kantoor gaan, want als hij niets kan horen kan hij geen onderzoek voeren. De tuinman spreekt hem opnieuw aan. Ceris zegt dat hij doof is, maar beseft snel dat het niet zo is want hij hoort de tuinman uitstekend. De tuinman legt uit dat dit wellicht komt door de bel der stilte van zijn buurman, mijnheer Karapolie. De bel der stilte slorpt immers al het geluid op. Nu begint Ceris het te begrijpen. Voor een derde maal gaat hij naar de villa van de Karapolies. Sophies vader heeft inmiddels de bel der stilte uitgeschakeld, waardoor Ceris niet meer in een oase van stilte komt. Als hij echter op het landgoed komt, schrikt hij zich een hoedje. Plots loopt daar een levensgrote dinosaurus op het erf rond. Ceris zet het op een lopen, denkend dat hij een nachtmerrie heeft en knalt tegen een boom. Dan ziet hij een prehistorische vogel, een ptenarodon.  Hij loopt vliegensvlug naar zijn auto en rijdt weg als een bliksemschicht. De buurman die het zag gebeuren begrijpt er niets van. De dinosaurussen werden bestuurd door Sophie en haar vader. Sophies vader had deze radiografisch bestuurbare monsters uit plastic vervaardigd voor zijn vriend Joop die filmregisseur is. Deze moeten dienen voor een film over de prehistorie. Sophie en haar vader vinden het vreemd dat ze de dag ervoor helemaal geen inspecteur hadden gezien. Ceris is helemaal de kluts kwijt en wil geen inspecteur meer zijn. Hij vraagt om overplaatsing. Hij komt in het korps terecht waar ook Agent 212 (die een kleine cameo maakt in een van de laatste prentjes) deel van uitmaakt. Ceris is voortaan gewoon agent die het verkeer regelt.

### Vierde deel
Als Ceris het verkeer staat te regelen, wordt hij op een moment licht aangereden door een vrachtwagen wiens lading iets te ver naar buiten stak. Ceris valt op de grond. De bestuurder van een auto kan maar net op tijd stoppen. Het blijkt Pieters te zijn die een tochtje met Zoef aan het maken is. Pieters stapt uit en helpt Ceris overeind. Hij vraagt of de agent zich heeft bezeerd. Ceris doet alsof hij pijn aan zijn knie heeft en vraagt of Pieters hem naar huis kan brengen. Ceris heeft de intentie om Pieters uit te horen over zijn wagen tijdens de rit. Pieters neemt de agent mee aan boord. Ceris stelt hem enkel vragen over zijn wagen. Zo komt hij te weten dat de wagen Zoef heet, met een elektronisch brein en ook een eigen karakter. Hij kan weleens een slechte bui hebben. Pieters vertelt dat Zoef het eigenlijk niet zo op agenten heeft, vooral niet op agent Theodorus of kortweg Dorus. Pieters heeft dit nog maar net gezegd of daar zien ze agent Dorus. Zoef rijdt op agent Dorus af. Agent Dorus zet het op een lopen, loopt de ladder van een schilder op. Zoef rijdt tegen de ladder aan waardoor Dorus op het dak van Zoef belandt. Zoef rijdt naar de etalage van de kruidenier alwaar hij bruusk remt. Dorus vliegt van het dak en valt in de kist met tomaten. Zoef rijdt weer weg terwijl hij zijn motor laat "lachen". Ceris smeekt Pieters om uit te mogen stappen. Eens uit de wagen rent Ceris snel weg. Op de laatste pagina zien we Ceris weer in zijn rol van inspecteur bij zijn baas die hem vraagt wat hij nu werkelijk wil, inspecteur of agent zijn. Ceris zegt dat hij definitief voor de job van inspecteur kiest. Hij zal zich dit snel beklagen, want zijn eerste job is een zaak onderzoeken waarbij een agent beweert door een dolle auto opzettelijk in een kist met tomaten te zijn gegooid...       

## Trivia
Het zou best kunnen dat inspecteur Ceris gebaseerd is op inspector Clouseau, een karakter uit The Pink Panther filmreeks. Ceris heeft in elk geval alvast de hoed, regenjas, snor en stunteligheid van voornoemde inspecteur (vertolkt door acteur Peter Sellers) overgenomen.